# Radical 81
Le radical 81, qui signifie "comparer" ou "rivaliser", est un des 35 des 214 radicaux chinois répertoriés dans le dictionnaire de Kangxi composés de quatre traits.
Le caractère Unicode de 比 est 6BD4.

## Caractères avec le radical 81
| nombre de traits          | caractères |
| ------------------------- | ---------- |
| Sans trait supplémentaire | 比         |
| 2 additional stroke       | 毕         |
| 5 traits supplémentaires  | 毖 毗 毘   |
| 6 traits supplémentaires  | 毙         |
| 13 traits supplémentaires | 毚         |